# 히라노 겐
히라노 겐(일본어: 平野 謙, 1955년 6월 20일 ~ )은 일본의 전 프로 야구 선수이자 야구 감독, 야구 해설가·평론가이며, 현재 센트럴 리그 팀 주니치 드래곤스의 타격 코치이다.

## 인물

### 프로 입단 전
부모는 철물점을 운영하고 있어 6살 위의 누나(나이토 요코)가 있는 4인 가족이었다. 어머니를 닮으면서 어렸을 때부터 운동 능력이 뛰어날 정도로 4살의 무렵에 아버지가 산 비닐 제품을 글러브로 만들어 캐치볼을 했다. 초등학교 4학년 때 야구부에 입단하면서 5학년 때는 선발 팀의 유격수를 맡아 “장래에는 프로 야구 선수가 될 수 있다”라는 높은 평가를 받았다. 초등학교 시절에는 오 사다하루를 동경하고 있어 자신의 방에 붙인 포스터 앞에서 흉내를 내고 있었다고 한다.
그러나 1961년에 간경변으로 사망한 아버지에 이어 1967년에는 어머니가 위암으로 사망했다. 이 때문에 누나가 고등학교를 1년간 휴학해 철물점을 운영하게 되었고 히라노 자신도 가게를 도왔다. 중학교 시절에는 학교 운동장이 좁아서 야구부가 없었기 때문에 축구와 탁구, 농구 등 운동부에서 동시에 활동했고 자신의 집 근처에 대형 슈퍼마켓이 개점하면서 철물점 운영이 어려워지자 누나와 동생은 1970년 겨울에 철물점을 폐업하여 토지와 가옥을 팔아 이누야마시로 이사를 갔다.
이누야마 시에 소재하고 있는 이누야마 고등학교에 진학하면서 야구부에서의 투수로 활약했는데 특히 2학년 때는 현 대회에서 4강에 진출했지만 이 경기에서 3안타를 기록했는데도 같은 학년이자 야마쿠라 가즈히로가 소속된 도호 고등학교한테 패했다. 고교 시절의 활약을 인정받아 나고야 상과대학에 특기생으로 입학해 투수로서 등판하지 않는 경기에서는 외야수와 4번 타자로 활약했다. 팀내 에이스였던 3년차에는 추계 리그전에서 MVP로 선정되었고 아이치 대학 리그에서는 투수로서 55경기에 등판해 19승 18패, 타자로서는 62경기에 출전해 145타수 40안타, 타율 2할 7푼 6리, 2홈런, 18타점을 기록했다.
1977년의 프로 야구 드래프트 회의에서는 주니치 드래곤스가 지명한 6명의 선수 중 3명의 선수가 입단을 거부했기 때문에 구단 측에서는 드래프트 번외에서의 영입을 적극적으로 진행해 그 일환으로 히라노의 입단도 결정되었다. 계약금과 연봉은 각각 1,400만 엔, 264만 엔으로 계약을 맺었고 등번호는 81번으로 배정받았다.

### 프로 선수 시절

#### 주니치 드래곤스 시절
입단 1년차인 1978년에는 투수로서 웨스턴 리그(2군) 경기에 등판해 시즌 2승을 올렸다. 그러나 대학 시절에 사구를 받아 다친 오른쪽 팔꿈치에 통증을 일으킨 적도 있어 프로 2년째의 춘계 스프링 캠프에서는 히로노 이사오 코치로부터 외야수로 전향하라는 권유받았고 이후에 열린 홍백전에서 자신이 가지고 던진 속구를 후지나미 유키오한테 간단하게 맞은 것을 계기로 외야수로 전향을 결정했다. 그 해에는 웨스턴 리그에서 35경기에 출전하여 2할 7푼 6리의 타격 성적을 남겼다. 프로 3년째인 1980년에는 타격 부진으로 결장한 일도 있었고 준족을 살리기 위해 우타자로부터 스위치 히터로 전향해 히로노 코치와 함께 연습을 했다. 같은 해 웨스턴 리그에서 61경기에 출전하는 등 출전 기회가 증가되었지만 타율은 2할 7푼 1리로 거의 작년과 똑같은 수준이었다.
그 해에 오프 시즌에는 팀 전력에서 제외될 처지에 놓여지자 주니치의 신임 감독으로 취임한 곤도 사다오의 제안에 의해 잔류를 했다. 곤도 감독은 타격 편중의 팀 구성도 있어 야수의 분업제를 내걸어 수비나 주루의 스페셜리스트를 발굴하려고 했다. 다음해인 1981년의 시범 경기에서 보살을 잇따라 성공시키는 등 개막 이후 1군에 합류, 시즌 도중에는 주로 찰리 스파이크스의 대수비로 경기에 출전했다. 그러나 타격이 과제였기 때문에 그 해에는 1군에서 110경기에 출전했다. 같은 해 시즌 종료 후 스파이크스와 레이 코지가 방출되면서 좌익수는 오시마 야스노리로 변경되었고 우익수도 다오 야스시가 주전이었지만 중견수의 포지션 공백이 있었다.
1982년에는 작년 시즌에 타율 2할 9푼 2리를 기록한 도요다 세이스케와의 중견수 포지션 자리를 놓고 경쟁했지만 도요다가 시범 경기 도중 사구를 받아 부상을 당하고 있는 동안에 기대 이상의 좋은 성적을 남기면서 2번·중견수로서 개막전 엔트리에 올랐다. 개막전에서는 자신이 친 타구가 오른쪽 무릎에 맞아 부상당하는 등 경기 도중에 교체되었지만 다음날의 경기에서는 테이핑을 감으면서 홈런을 날릴 정도의 활약을 하는 등 그대로 2번 타자로서 1년 동안 주전 선수로 뛰었다. 같은 해 1번 타자인 다오가 시즌 174개의 최다 안타를 기록해 히라노는 당시 시즌 기록이 되는 51개의 희생타를 기록했다. 자신있는 수비에서는 최다 보살을 기록해 타격면에서도 팀내 3위인 타율 2할 8푼 8리의 성적을 남기는 등 팀의 리그 우승에 기여했다.
이듬해 1983년부터는 작년 시즌 끝으로 은퇴한 도미타 마사루를 대신하여 등번호가 3번으로 변경되는 등 2번 타자로서 활약을 했고 1982년에는 처음으로 골든 글러브상을 수상했다. 1984년 시즌 종료 후 다오가 세이부 라이온스로 맞트레이드 되면서 1985년부터는 팀내 간판 타자로서 활약을 했고 정규 시즌에서는 처음으로 3할 대의 타율을 기록하는 등 통산 두 번째의 골든 글러브상을 수상했다. 다음해인 1986년에는 48개의 시즌 최다 도루를 기록하면서 도루왕 타이틀을 석권했고 데뷔 후 처음으로 올스타전에도 출전하는 등 센트럴 리그를 대표하는 외야수가 되었다. 오프에는 팀의 야수로서 최고 연봉이 되는 4,000만 엔으로 재계약을 맺었고 스즈키 다카마사의 후임으로 주니치의 선수 회장으로 취임했다.
그러나 1987년에는 왼쪽 장딴지와 아킬레스건의 손상으로 인해 스프링 캠프에서의 조정으로 출발이 늦어졌고 4월 16일 히로시마 도요 카프전에서는 기타벳푸 마나부로부터 사구를 받아 오른손 새끼 손가락에 골절상을 입는 등 숱한 부상으로 인해 1군 등록이 말소되었다. 6월에는 1군에 복귀했지만 그 사이에 히코노 도시카쓰의 활약으로 히라노의 복귀 이후에는 우익수가 되었다. 그 해부터 감독으로 부임한 호시노 센이치는 선수들에게 투쟁 정신을 강하게 요구했다. 7월 21일에 3경기 반 차이로 맞이한 1위 팀 요미우리 자이언츠와의 경기에서 4회말 원 아웃 상황에 워렌 크로마티가 친 타구를 유격수 우노 마사루와 서로 양보하는 형태의 수비 플레이를 했는데 결국 안타를 허용하면서 4회에 3점을 내주는 등 경기 도중에 교체되었다. 이 경기의 패배로 인해 부동의 주전 선수 자리를 잃게 되어 같은 해 출전한 경기 수는 90경기에 그쳤다.
추계 스프링 캠프 도중인 11월 18일에 호시노 감독으로부터 트레이드와 관련된 사실을 전해 들으면서 오노 가즈유키와의 맞트레이드로 세이부 라이온스에 이적한다. 애당초에는 개인적인 좋고 싫음으로 팀에서 방출되었다는 것에 대한 호시노 감독에게 원한을 품기도 했지만 실제로는 이시게 히로미치와의 ‘AK포’를 잇는 2번 타자로서 모리 마사아키 감독이 적극적으로 히라노의 영입을 희망하고 있었다. 부인은 실제 거주지가 구마가야시이며 같은 현 내에 연고지를 두고 있는 세이부로 이적한 것에 대해 기뻐했다고 한다.

#### 세이부 라이온스 시절
모리 감독은 히라노에게 “전체 130경기의 출전을 보장하겠다”라고 얘기했고 합동 트레이닝에서도 베테랑으로서의 조정은 자유롭게 맡고 있었지만 주위에 있는 베테랑 선수도 힘든 트레이닝을 하고 있는 모습을 보고 의식을 바꾸었다. 몇 개월도 하지 않고 “자신 이상에게 익살스럽다”라고 이시게에게 말하는 등 세이부의 팀 특성에도 친숙해졌다. 이적 첫 해인 1988년에는 개인 최고 타율인 3할 3리를 기록함과 동시에 리그 최다인 41개의 희생타를 기록하는 데 성공했다. 체력이 소모될 정도였지만 이후 일본 시리즈에서도 5경기를 모두 출전했다.
그 후 세이부에서 2번·우익수로 뛰는 등 1989년에는 98경기에 출전하여 특히 수비면에서는 시즌 21개의 보살을 기록했고 이듬해 1990년에는 요시다 요시오(한신 타이거스)의 일본 기록을 경신하는 통산 265개째의 희생타를 기록하는 등 1988년부터 1992년까지 5년 연속으로 퍼시픽 리그의 최다 희생타를 기록했다. 이렇게 해서 세이부 황금 시대에 없어서는 안될 존재가 되어 본인도 주니치 시절에는 경험할 수 없었던 일본 시리즈 우승을 4차례나 이끌었다. 그러나 1993년에는 6년 연속이자 통산 9번째의 골든 글러브상을 수상했지만 2할 3푼 9리의 저조한 타격 성적을 기록하여 나이면에서도 한계에 이르자 일본 시리즈에서는 7차전 선발 명단에서 제외되었다. 작년의 계약과 관련해서는 1억 엔이 된 연봉에 대한 구단과의 의견 차를 좁히지 못했고 팀의 미래를 위해 젊은 선수들의 기용을 목표로 하는 세이부 구단 측으로부터 시즌 종료 후 방출 통보를 받고 팀을 떠났다.

#### 지바 롯데 마린스 시절
어린이들에게 야구 선수로서의 모습을 보여 주고 싶다는 마음도 있어 현역 생활을 계속하겠다는 입장을 밝히는 등 자유 계약 신분으로 1994년에는 지바 롯데 마린스에 입단했고 트레이드 상대였던 오노 가즈유키도 동시에 지바 롯데로 이적했다. 다음 해인 1995년에는 타격 코치로 겸임했다. 이듬해 1996년 5월 23일 긴테쓰 버펄로스(나고야 구장)와의 경기에서 사상 최초로 통산 450개의 희생타를 달성했지만 6월 무렵 구장을 이동할 시에 탑승한 신칸센 열차의 좌석 테이블 사이에 오른쪽 새끼 손가락이 끼이는 사고를 당해 골절상을 입는 등 1군 등록이 말소되었다. 그 해를 마지막으로 현역 생활을 은퇴했다.

### 그 후
선수 생활을 은퇴 이후에는 그대로 지바 롯데에 남아 코치로 활동했고 1999년부터 2001년까지는 지바 롯데의 2군 감독, 2002년은 1군 수석 코치를 맡았다. 선수들의 부상에 주의해 하면서 이기는 기쁨과 지는 유감스러움을 가르쳐 팀 플레이의 자각을 촉진시키는 것을 목표로 했다. 승부를 고집하면서도 2군은 육성의 장소라는 결론을 내리고 익숙치 않은 포지션을 지키게 하거나 마운드에서의 담력을 붙게하기 위해서 그대로 던지게 하는 등의 방법도 취하고 있었다.
지바 롯데를 퇴단한 후인 2003년에는 사회인 야구팀 스미토모 금속 가시마 경식 야구부의 타격 코치로 발탁되었고 2004년부터는 종합 코치로서 팀을 이끌었다. 2004년에는 도시 대항 야구 대회에의 출전을 놓쳤지만 여름에 맹훈련을 실시해 가을에 있은 사회인 야구 일본 선수권 대회를 18년 만에 출전했다. 다음 해인 2005년에는 도시 대항 야구 대회의 출전과 8강 진출을 이끌었지만 홋카이도 닛폰햄 파이터스의 코치에 이끌리면서 같은 해에 마지막으로 퇴단했다. 사회인 야구팀 시절에는 도카이 TV, 도카이 라디오 방송, J SPORTS, 도쿄 메트로폴리탄 텔레비전 등 야구 해설위원으로 활동했고, 주니치 스포츠의 야구 평론가를 맡았다.
2006년에는 닛폰햄의 1군 외야 수비 주루 코치로 부임했고 감독인 트레이 힐만이 목표로 내건 스몰 볼과 일치하면서 25년 만에 퍼시픽 리그 우승과 44년 만의 일본 시리즈 우승 제패에 기여했다. 다음 해인 2007년에는 팀의 도루, 도루 성공률, 희생타가 작년부터 상승하기 시작하여 실책은 리그 최저를 기록했고 특히 다나카 겐스케에게서는 번트를 닿으면서 지도해 다나카는 히라노 본인이 기록하고 있던 시즌 희생타의 퍼시픽 리그 기록을 갈아치우는 등 주력 선수로 성장했다. 2008년에 1군 타격 코치로 부임했지만 팀의 신통치 않은 타격 부진으로 인한 책임을 물어 코치직에서 사임했다.
2009년부터는 홋카이도 방송과 도카이 TV, 도카이 라디오 방송의 야구 해설위원으로 복귀했고 홋카이도 분카 방송이 중계하고 있는 닛폰햄의 모든 경기에서 해설위원으로 등장하기도 했다. 다른 해설자와 비교하면 화려함이 없었지만 경험을 살려 정직하면서도 알기 쉬운, 냉정한 해설을 하고 있다는 특징을 갖고 있다. 그 외에도 은퇴한 프로 야구 선수들로 구성된 프로 야구 마스터스 리그의 《나고야 80 D'sers》에서 선수로 뛰었다.
2010년에는 TVh 파이터스 중계에서도 해설자로서 출연했고 같은 해 12월 7일에 일본 야구 명예의 전당 후보자 명부에는 선수 부문 후보에 오르기도 했다.
2010년 11월 3일에 방송된 홋카이도 방송의 라디오 프로그램에 출연하면서 다음 2011년 시즌에는 KBO 리그 팀인 KIA 타이거즈의 배팅 코치를 맡게 되었다고 밝혔다. 같은 달 미야자키현 휴가시에서 열린 훈련에서 팀과 함께 동행했고 이듬해 2011년 1월에는 KIA 타이거즈와 정식으로 계약을 맺은 후 1년간 활동했다.
2012년부터는 현역 시절 친정팀인 주니치에서 1군 외야 수비 주루 코치로 발탁되었다.

## 에피소드
- 세이부 시절에는 후배 선수들로부터 ‘겐 상’(謙さん)이라고 불리는 등 존경받고 있었다고 한다.
- 세이부 시절에 주거지를 둔 도코로자와시의 집으로부터 지바 롯데 시절에는 우라와 시의 연습소나 홈 구장이 있는 지바시에 통근하고 있었다.

## 플레이 스타일

### 타격
스위치 히터로 전향할 당시에는 히로노 이사오 코치가 옆에서 지도해 왼쪽 타석에서는 다운 스윙으로 마음껏 볼을 두드렸는데 애초에는 앞에 타구가 날지 않았었다. 또 희생타 개수인 451개는 일본 프로 야구 역대 두 번째의 기록이며 번트를 할 시에는 타구의 기세를 못쓰게 만드는 것을 지나치게 자각하는 것보다 코스가 중요하다고 생각하고 필딩이 좋지 않으면 투수 앞에 굴리는 것이 좋다고 말했다. 또 주자를 보낸 후에 클린업이 범퇴하면 낙담도 크지만 경기에 이기면 자신이 안타를 치지 않은 것 등에 대해서 신경이 쓰이지 않았다고 한다.

### 수비
골든 글러브상을 9차례 수상, 최다 보살도 5차례 기록하고 있어 프로 야구에서의 강한 어깨와 호수비를 가진 외야수였다. 세이부에서는 우익수로서 중견수인 아키야마 고지와 구성된 우중간 수비는 최고라는 평가를 받아 수비 범위의 분담도 부드러웠다.
현역 시절에는 튼튼한 어깨에 대한 평가는 좋았고 빠른 발을 가진 히로세 데쓰로를 우익수 땅볼로 잡은 적도 있었다. 투수 시절의 경험으로부터 무리한 자세에서도 반드시 송구된 방향을 보고 있었기 때문에 컨트롤도 좋았다.

## 상세 정보

### 출신 학교
- 아이치 현립 이누야마 고등학교
- 나고야 상과대학

### 선수 경력
- 주니치 드래곤스(1978년 ~ 1987년)
- 세이부 라이온스(1988년 ~ 1993년)
- 지바 롯데 마린스(1994년 ~ 1996년)

### 지도자·기타 경력
- 지바 롯데 마린스 1군 타격 코치(1995년 ~ 1998년)
- 지바 롯데 마린스 2군 감독(1999년 ~ 2001년)
- 지바 롯데 마린스 1군 수석 코치(2002년)
- 스미토모 금속 가시마 경식 야구부 타격 코치(2003년)
- 스미토모 금속 가시마 경식 야구부 종합 코치(2004년 ~ 2005년)
- 도카이 TV, 도카이 라디오 방송, J SPORTS, 도쿄 메트로폴리탄 텔레비전 야구 해설위원 겸 주니치 스포츠 야구 평론가(2003년 ~ 2005년)
- 홋카이도 닛폰햄 파이터스 1군 외야 수비 주루 코치(2006년 ~ 2007년)
- 홋카이도 닛폰햄 파이터스 1군 타격 코치(2008년)
- 홋카이도 방송, 도카이 TV, 도카이 라디오 방송 야구 해설위원(2009년 ~ 2010년)
- KIA 타이거즈 1군 타격 코치(2011년)
- 주니치 드래곤스 1군 외야 수비 주루 코치(2012년 ~ )

### 수상·타이틀 경력

#### 타이틀
- 도루왕: 1회(1986년)

#### 수상
- 베스트 나인: 1회(1988년)
- 골든 글러브상: 9회(1982년, 1985년, 1986년, 1988년 ~ 1993년)

### 개인 기록
- 올스타전 출장: 2회(1986년, 1988년)
- 1경기 4개 희생타: 1991년 6월 19일
- 통산 1000경기 출장: 1989년 6월 25일(285번째)

### 등번호
- 81(1978년, 1999년 ~ 2002년)
- 57(1979년 ~ 1982년)
- 3(1983년 ~ 1987년)
- 24(1988년 ~ 1993년)
- 8(1994년 ~ 1996년)
- 87(1997년 ~ 1998년)
- 82(2006년 ~ 2008년)
- 89(2011년)
- 75(2012년 ~ )

### 연도별 타격 성적
| 연 도      | 소 속      | 경 기 | 타 석 | 타 수 | 득 점 | 안 타 | 2 루 타 | 3 루 타 | 홈 런 | 루 타 | 타 점 | 도 루 | 도 루 자 | 희 생 번 | 희 생 플 | 볼 넷 | 고 4 | 사 구 | 삼 진 | 병 살 타 | 타 율 | 출 루 율 | 장 타 율 | O P S |
| ---------- | ---------- | ----- | ----- | ----- | ----- | ----- | ------- | ------- | ----- | ----- | ----- | ----- | -------- | -------- | -------- | ----- | ---- | ----- | ----- | -------- | ----- | -------- | -------- | ----- |
| 1981년     | 주니치     | 110   | 121   | 110   | 28    | 26    | 2       | 2       | 0     | 32    | 4     | 8     | 6        | 7        | 0        | 2     | 0    | 2     | 16    | 0        | .236  | .263     | .291     | .554  |
| 1982년     | 주니치     | 125   | 514   | 448   | 58    | 129   | 13      | 5       | 4     | 164   | 33    | 20    | 9        | 51       | 2        | 12    | 0    | 1     | 60    | 1        | .288  | .307     | .366     | .673  |
| 1983년     | 주니치     | 127   | 495   | 434   | 63    | 107   | 26      | 0       | 7     | 154   | 30    | 14    | 11       | 27       | 2        | 25    | 0    | 7     | 65    | 2        | .247  | .297     | .355     | .652  |
| 1984년     | 주니치     | 108   | 442   | 381   | 54    | 111   | 11      | 1       | 3     | 133   | 31    | 30    | 5        | 36       | 2        | 21    | 0    | 2     | 37    | 8        | .291  | .330     | .349     | .679  |
| 1985년     | 주니치     | 130   | 591   | 527   | 69    | 158   | 26      | 5       | 6     | 212   | 49    | 17    | 8        | 28       | 4        | 31    | 2    | 1     | 57    | 10       | .300  | .337     | .402     | .740  |
| 1986년     | 주니치     | 130   | 576   | 541   | 56    | 146   | 15      | 1       | 11    | 196   | 44    | 48    | 21       | 6        | 0        | 27    | 5    | 2     | 58    | 6        | .270  | .307     | .362     | .669  |
| 1987년     | 주니치     | 90    | 344   | 317   | 28    | 85    | 12      | 3       | 4     | 115   | 26    | 13    | 6        | 11       | 0        | 16    | 2    | 0     | 42    | 5        | .268  | .303     | .363     | .666  |
| 1988년     | 세이부     | 130   | 589   | 508   | 75    | 154   | 24      | 2       | 7     | 203   | 46    | 18    | 8        | 41       | 3        | 37    | 0    | 0     | 59    | 9        | .303  | .349     | .400     | .748  |
| 1989년     | 세이부     | 98    | 437   | 365   | 49    | 98    | 21      | 7       | 2     | 139   | 32    | 6     | 4        | 36       | 1        | 35    | 1    | 0     | 52    | 8        | .268  | .332     | .381     | .712  |
| 1990년     | 세이부     | 123   | 532   | 445   | 55    | 119   | 21      | 4       | 2     | 154   | 42    | 23    | 8        | 50       | 2        | 34    | 0    | 1     | 72    | 2        | .267  | .320     | .346     | .666  |
| 1991년     | 세이부     | 125   | 552   | 459   | 60    | 129   | 19      | 6       | 3     | 169   | 41    | 13    | 5        | 50       | 3        | 40    | 0    | 0     | 59    | 5        | .281  | .337     | .368     | .705  |
| 1992년     | 세이부     | 122   | 512   | 436   | 57    | 122   | 19      | 1       | 4     | 155   | 45    | 15    | 7        | 48       | 3        | 24    | 0    | 1     | 65    | 9        | .280  | .317     | .356     | .672  |
| 1993년     | 세이부     | 100   | 361   | 309   | 17    | 74    | 11      | 2       | 0     | 89    | 25    | 4     | 2        | 29       | 2        | 20    | 0    | 1     | 44    | 3        | .239  | .286     | .288     | .574  |
| 1994년     | 지바 롯데  | 81    | 258   | 229   | 25    | 52    | 5       | 4       | 0     | 65    | 15    | 1     | 0        | 14       | 3        | 12    | 0    | 0     | 31    | 6        | .227  | .262     | .284     | .546  |
| 1995년     | 지바 롯데  | 61    | 141   | 120   | 12    | 27    | 4       | 0       | 0     | 31    | 12    | 0     | 2        | 8        | 1        | 12    | 0    | 0     | 30    | 7        | .225  | .293     | .258     | .552  |
| 1996년     | 지바 롯데  | 23    | 59    | 47    | 6     | 14    | 5       | 0       | 0     | 19    | 4     | 0     | 0        | 9        | 1        | 2     | 0    | 0     | 12    | 0        | .298  | .320     | .404     | .724  |
| 통산: 16년 | 통산: 16년 | 1683  | 6524  | 5676  | 712   | 1551  | 234     | 43      | 53    | 2030  | 479   | 230   | 102      | 451      | 29       | 350   | 10   | 18    | 759   | 81       | .273  | .316     | .358     | .674  |

- 굵은 글씨는 시즌 최고 성적.
- 1978년 ~ 1980년은 1군 출장 없음.